# Jimmy Algerino
Jimmy Algerino (ur. 28 października 1971 w Tuluzie) – były francuski piłkarz grający na pozycji obrońcy.
Grał w Paris SG przez 5 sezonów, a następnie krótko we Włoszech, w SSC Venezia.

## Sukcesy
- Superpuchar Europy: finał 1996
- Puchar Zdobywców Pucharów: finał 1997
- Puchar Francji: 1998, finał 2004
- Puchar Ligi Francuskiej: 1998